# Tha Doggfather
Tha Doggfather je drugi studijski album repera Snoop Dogga. Album je objavljen 12. studenog 1996. godine.
U prvome tjednu album je prodan u 478,971 primjeraka. Objavljen je tjedan poslije nego što je Death Row Records objavio Tupacov postumni album "The Don Killuminati: The 7 Day Theory".

## Popis pjesama
| #  | Naziv                        | Gost(i)                                | Producent(i)               | Korišteno                         |
| -- | ---------------------------- | -------------------------------------- | -------------------------- | --------------------------------- |
| 1  | Intro                        |                                        |                            |                                   |
| 2  | Doggfather                   | Charlie Wilson                         | Dat Nigga Daz              |                                   |
| 3  | Ride 4 Me (Interlude)        |                                        |                            |                                   |
| 4  | Up Jump Tha Boogie           | Kurupt, Charlie Wilson and Teena Marie | DJ Pooh                    |                                   |
| 5  | Freestyle Conversation       |                                        | Priest "Soopafly" Brooks   |                                   |
| 6  | When I Grow Up (Interlude)   |                                        |                            |                                   |
| 7  | Snoop Bounce                 | Charlie Wilson                         | DJ Pooh                    |                                   |
| 8  | Gold Rush                    | Kurupt Tha King Pin and LBC Crew       | Arkim an Flair             |                                   |
| 9  | (Tear 'Em Off) Me & My Doggz |                                        | L.T. Hutton                |                                   |
| 10 | You Thought                  | Too Short, Priest "Soopafly" Brooks    | Priest "Soopafly" Brooks   |                                   |
| 11 | Vapors                       |                                        | DJ Pooh                    | Biz Markie, Vapors                |
| 12 | Groupie                      | Tha Dogg Pound, 213 and Charlie Wilson | Dat Nigga Daz              |                                   |
| 13 | 2001                         |                                        | DJ Pooh                    |                                   |
| 14 | Sixx Minutes                 |                                        | Arkim and Flair            |                                   |
| 15 | (O.J.) Wake Up               | Tray Deee                              | Snoop Dogg and L.T. Hutton |                                   |
| 16 | Snoop's Upside Ya Head       | Charlie Wilson                         | DJ Pooh                    | Oops Upside Your Head by Gap Band |
| 17 | Blueberry                    | Tha Dogg Pound and LBC Crew            | Sam Sneed                  |                                   |
| 18 | Traffic Jam (Interlude)      |                                        |                            |                                   |
| 19 | Doggyland                    |                                        | DJ Pooh                    |                                   |
| 20 | Downtown Assassins           | Dat Nigga Daz, Tray Deee               | Dat Nigga Daz              |                                   |
| 21 | Outro                        | Tupac Shakur                           |                            |                                   |

## Neobjavljene pjesme
- "Work It Out" zajedno s Shaquille O'Neal & Mista Grimm
- "Dogg Collar" zajedno s Lady "V", KV, Big Pimpin', 6'9, Twin & Bad Azz

## Top liste

### Singlovi
| Naziv                                               | Pozicija na top listama | Pozicija na top listama | Pozicija na top listama | Direktor videa      |
| Naziv                                               | Eurochart Hot 100       | UK Top 75               | Australia Top 100       | Direktor videa      |
| --------------------------------------------------- | ----------------------- | ----------------------- | ----------------------- | ------------------- |
| "Doggfather" (zajedno s Charlie Wilson)             | -                       | 36                      | -                       | Joseph Kahn         |
| "Vapors" (zajedno s Charlie Wilson & Teena Marie)   | -                       | 18                      | -                       | Paul Hunter         |
| "Snoop's Upside Ya Head" (zajedno s Charlie Wilson) | 47                      | 12                      | 44                      | Darius S. Henderson |

### Album
|               | Album na top listama                 | Album na top listama   | Album na top listama           | Album na top listama | Album na top listama              | Album na top listama | Certifikacija | Certifikacija |
| Billboard 200 | Billboard Year-end Albums Chart 1997 | Top R&B/Hip-Hop Albums | Top R&B/Hip-Hop Albums (cont.) | UK Top 75 Albums     | UK Top Selling Artist Albums 1996 | RIAA                 |               |               |
| ------------- | ------------------------------------ | ---------------------- | ------------------------------ | -------------------- | --------------------------------- | -------------------- | ------------- | ------------- |
| Pozicija      | 1                                    | 43                     | 1                              | 8                    | 15                                | 148                  | 2x Platinum   |               |
| Datum         | 30.11.1996                           | 1997                   | 1996                           | 1997                 | 23.11.1996                        | 1996                 | 04.02.1997    |               |